# Мадура
Маду́ра (индон. Madura, мад. Mâdhurâ) — остров в Малайском архипелаге в составе Индонезии. Расположен у северо-восточного берега острова Ява, отделён от него Мадурским проливом. Соединён с Явой мостом Сурамаду — самым длинным мостом Индонезии.
Площадь острова — 4290 км². Рельеф преимущественно холмистый, максимальная высота над уровнем моря — 471 м. Население — около 4 миллионов человек, большую часть из которых составляют коренные жители — мадурцы.
Административно относится к провинции Восточная Ява. Наиболее крупные населённые пункты — Банкалан, Сампанг, Памекасан и Суменеп — центры четырёх одноимённых округов, на которые разделена территория острова.
Остров и окружающий его шельф богаты полезными ископаемыми. Наибольшее значение имеет добыча нефти, природного газа, известняков и доломитов. Плодородие почв в основном невысокое, что затрудняет развитие земледелия. Исторически основными занятиями островитян являются скотоводство и добыча соли. Известные этнокультурные достопримечательности острова — гонки на бычьих упряжках и конкурсы красоты среди коров.
В средневековый период остров играл важную роль в местных военно-политических раскладах, неоднократно становился ареной боевых действий. Ещё в доколониальный период жители густонаселённой Мадуры в значительных количествах переселялись за пределы острова. Эта практика была продолжена нидерландскими колонизаторами, а в последующем и властями независимой Индонезии. В 1948—1950 годах на острове существовало созданное при поддержке Нидерландов квазинезависимое Государство Мадура.

## Физико-географическая характеристика

### Географическое положение

Топографическая карта острова Мадура

Мадура расположена у северо-восточного берега более крупного острова Ява, относящегося к Большим Зондским островам Малайского архипелага. С северной стороны омывается Яванским морем, с южной — Мадурским проливом, отделяющим её от Явы. Акватории моря и пролива относятся к бассейну Тихого океана. Ширина Мадурского пролива в самом узком месте — между западной оконечностью Мадуры и восточнояванским городом Сурабая — составляет не более 3 км. В 2009 году два острова были соединены мостом Сурамаду, который стал самым длинным мостом Индонезии.
Площадь Мадуры составляет 4290 км². Остров вытянут почти строго с запада на восток и имеет достаточно правильную продолговатую форму. Береговая линия северного побережья в основном ровная, западное, южное и юго-восточное изрезаны сильнее, имеется несколько небольших заливов и полуостровов. Максимальная длина острова с запада на восток — около 160 км, ширина с севера на юг — около 40 км.
У юго-восточного побережья Мадуры, в Мадурском проливе и Яванском море, расположено множество более мелких островов, наиболее значительную площадь среди которых имеют Камбинг, Путеран, Раджа, Гентенг, Гили-Янг, Сапуди, Раас. Немного восточнее находится архипелаг Кангеан. Кроме того, у берегов Мадуры имеются многочисленные коралловые рифы.

### Рельеф, геологическое строение, полезные ископаемые и почвы
Рельеф Мадуры преимущественно холмистый, на юго-западе имеется относительно обширная низменность, которая тянется вдоль побережья. Наиболее возвышенной является северо-восточная часть острова, где холмы образуют несколько небольших хребтов и массивов. Именно здесь находятся наиболее высокие холмы острова: Тамбуку (индон. Gunung Tambuku — 471 м над уровнем моря, наивысшая точка Мадуры), Паджудан (индон. Gunung Pajudan — 449 м), Ромпенг (индон. Gunung Rompeng — 433 м), Меранган (индон. Gunung Merangan — 398 м), Вару (индон. Gunung Waru — 389 м). Южное побережье острова преимущественно пологое, северное на многих участках обрывистое, местами непосредственно у берега имеются песчаные дюны.

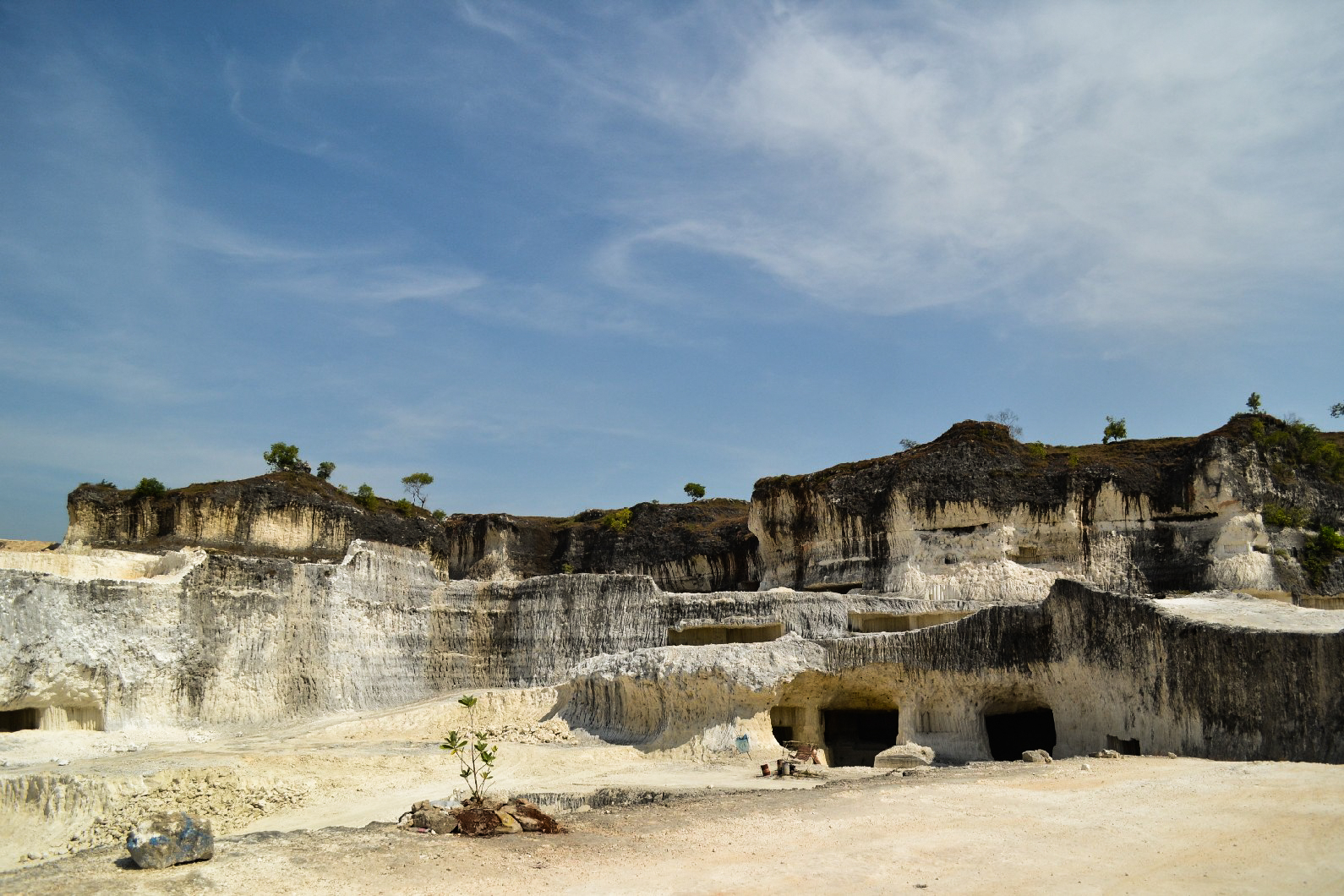
Известняковые отложения на склоне холма Джаддих в северо-западной части Мадуры

Территория Мадуры формирует центральную часть рембангско-мадурского антиклиналя, одного из наиболее крупных на территории Индонезии — имея протяжённость более 670 км, он захватывает также северо-восточную часть Явы и архипелаг Кангеан. Остров сложен главным образом мергелями и известняками. Возраст пород колеблется от раннего миоцена до плиоцена. Известняковые отложения во многих местах выходят на поверхность, в особенности на склонах холмов и прибрежных обрывов. Широко распространены карстовые явления. На западе острова, в округе Банкалан, имеется крупный грязевой вулкан, выбросы которого сформировали небольшой холм. Кроме того, несколько грязевых вулканов обнаружено на шельфе острова в Мадурском проливе.
Мадура не относится к числу наиболее сейсмически активных районов Индонезии. За период с 1990 по начало 2018 года здесь произошло только одно землетрясение, которое имело магнитуду 4,2 по шкале Рихтера — в феврале 1996 года с эпицентром в западной части острова. Вообще, по оценкам специалистов, интенсивность возможных землетрясений в западной части острова может быть выше, чем в восточной.
Мадурские месторождения миоцен-плиоценовых известняков относятся к числу наиболее крупных и ценных в Индонезии. Кроме того, в северной части острова находится одна из двух имеющихся на индонезийской территории групп месторождений доломитов и доломитовых известняков — вторая группа расположена на северном побережье Явы.
На территории острова и, в ещё большей степени, на прилегающих к нему территориях шельфа и ряда небольших островков разведаны и осваиваются весьма значительные запасы нефти и природного газа. Кроме того, в различных районах острова имеются месторождения фосфатов, кварца, гипса, каолина и других глин.
Почвы преимущественно красно-жёлтые ферралитные, присутствуют регосоли и грумосоли (последние — в основном в южной части острова), на отдельных прибрежных участках — аллювиальные.

### Природные условия

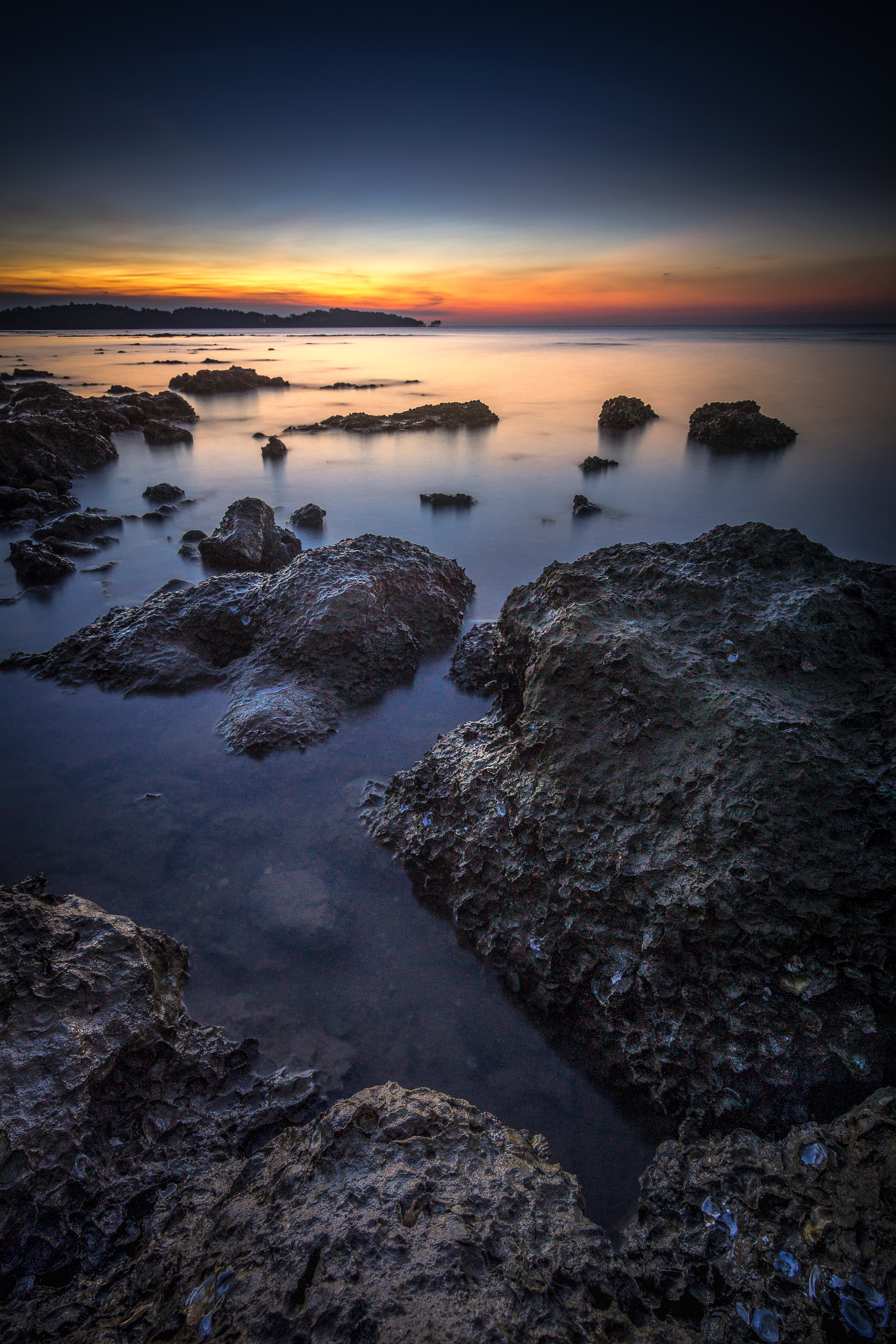
Морское побережье в районе деревни Танджунгбуми на севере Мадуры

Климат острова экваториально-муссонный, несколько менее влажный в сравнении с соседней Явой, однако в целом вполне типичный для основной части Индонезии. Сухой сезон, как и на большинстве островов Малайского архипелага, продолжается с мая по октябрь, влажный — с ноября по апрель, наибольшее количество осадков выпадает, как правило, в декабре-феврале. Среднее количество осадков — около 1500 мм в год. Температурные колебания весьма незначительны, среднегодовой показатель составляет около 27 °C.
На острове протекает несколько десятков небольших рек и ручьёв, значительная часть которых пересыхает в засушливый сезон, а дебит остальных имеет весьма существенные сезонные колебания. Наибольшей полноводности водотоки достигают обычно в декабре, наименьшей — в июле-августе: разница в расходе воды в эти периоды обычно бывает многократной. Полное пересыхание рек особенно характерно для восточной части острова, наиболее богатой известняками. Общая протяжённость постоянно текущих рек составляет 2729 км, периодически текущих — 3938 км. Средняя плотность речной сети на Мадуре — 1,5 км/км², в том числе плотность сети постоянных водотоков — 0,6 км/км² и сети сезонных водотоков — 0,9 км/км².
Для нужд водоснабжения и ирригации на Мадуре создано несколько водохранилищ. Крупнейшее из них — залитое в 1976 году водохранилище Клампи́с в центральной части острова у деревни Крамат округа Сампанг. Его площадь составляет 26 км², объём воды — 10,25 млн м³.
Для южной части острова характерна растительность саванного типа с многочисленными кустарниковыми зарослями. В остальных частях острова исторически весьма значительные территории были покрыты переменно-влажными тропическими лесами, однако их интенсивная вырубка — в целях освобождения пространства для сельскохозяйственных угодий и заготовки древесины — была начата ещё в XIX веке. Первые ограничительные меры в этой области были введены ещё нидерландской колониальной администрацией в 1930-е годы, а позднее аналогичные усилия систематически предпринимались индонезийскими властями.

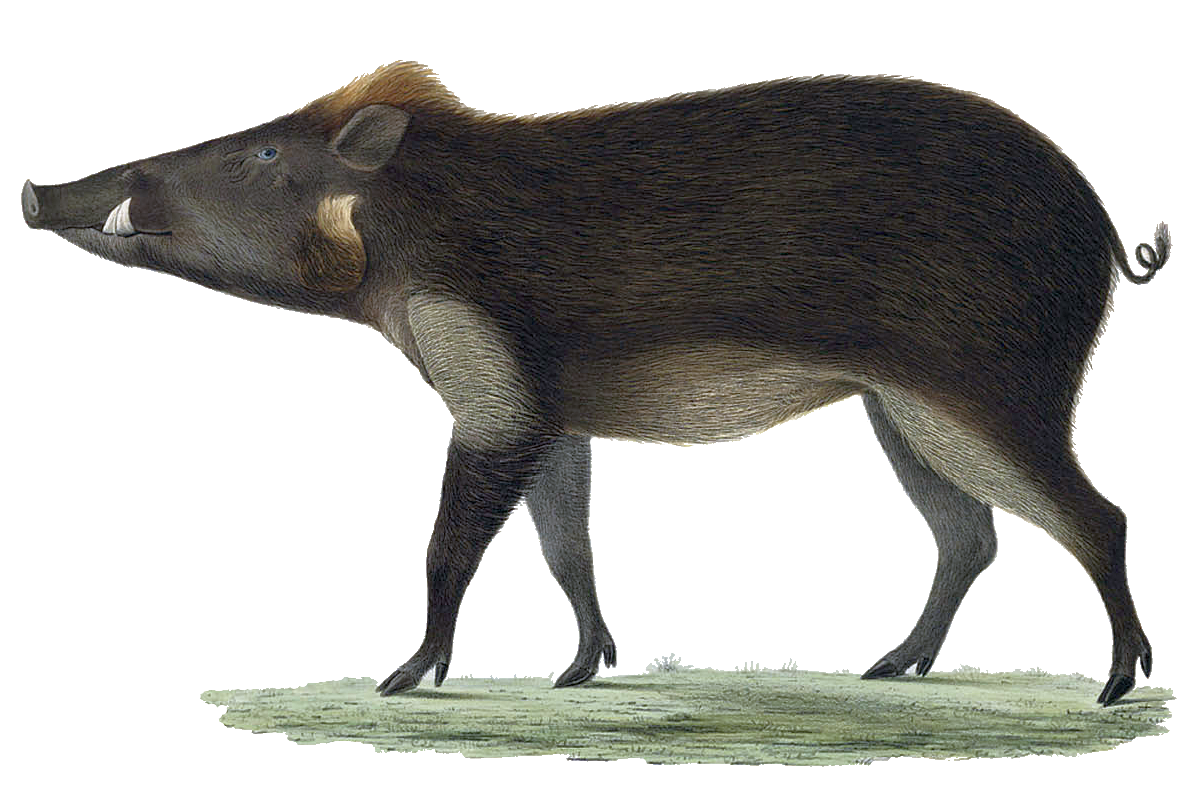
Яванская свинья, вымершая на Мадуре к концу XX века

Тем не менее, площадь мадурских лесов продолжает постепенно сокращаться. По состоянию на 2009 год леса занимали 471,2 км² — около 11 % территории Мадуры, причём значительная часть лесных массивов приходилась не собственно на этот остров, а на близлежащие небольшие островки, административно входящие в состав четырёх мадурских округов — прежде всего, на архипелаг Кангеан. Для преодоления тенденции к обезлесению периодически производятся лесопосадки. Так, в 2016—2017 годах в разных районах острова было высажено более 15 тысяч деревьев вида Albizia saman.
На отдельных прибрежных участках — как правило, в устьях рек — имеются мангровые заросли. Наиболее крупный мангровый массив расположен в западной части северного побережья острова у деревни Лабухан округа Банкалан: здесь создан мангровый парк, не имеющий статуса охраняемой природной территории.
Животный мир Мадуры достаточно беден — прежде всего, в силу давнего воздействия человека на большую часть территорий острова, ведущего к серьёзным изменениям природного ландшафта и сокращению среды обитания многих видов. Так, в результате указанных факторов здесь к концу XX века исчезла яванская свинья, которая была наиболее крупным диким млекопитающим, обитавшем на островке. Относительным многообразием отличается популяция птиц — на острове зафиксировано 210 видов пернатых, 5 из которых относятся к категории вымирающих.

## История

### Доколониальный период
Сведения об истории Мадуры до начала второго тысячелетия нашей эры весьма скудны и, как правило, не отличаются достоверностью. Находки, датируемые серединой IX века, свидетельствуют о распространении здесь в этот период буддизма, однако не позволяют судить о характере общественного или экономического уклада. Известно, что позднее остров находился под властью Кедири, а затем Сингасари — государственных образований, существовавших на Яве, соответственно, в XI—XIII и в XIII веках. Назначенный сингасарским правителем Кертанегарой наместник западной Мадуры Арья Вирараджа в 1292 году примкнул к мятежу против своего сюзерена, который привел к гибели последнего и прекращению существования Сингасари. В условиях разгоревшейся на востоке Явы междоусобной войны, усугубившейся вторжением монголов, зять Кертанегары Раден Виджая в том же году бежал на Мадуру, где заключил союз с Арьей Вирараджей, который стал к тому моменту полновластным правителем острова. Вернувшись в сопровождении внушительного отряда мадурцев, Радэн Виджая вначале при помощи войск Хубилая одержал верх над своими местными противниками, а затем изгнал монголов с Явы и основал государство Маджапахит с одноимённой столицей в районе современной Сурабаи. Мадура стала одной из первых территорий, на которые распространилась власть Маджапахита, который со временем развился в империю, включившую в себя бо́льшую часть нынешней Индонезии.

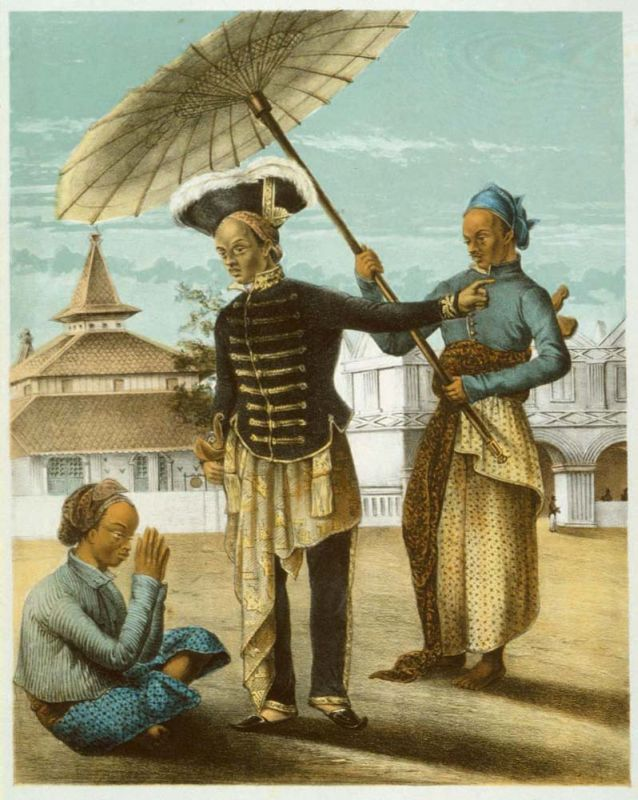
Представитель мадурской княжеской семьи. Литография XIX века

Важнейшим источником информации об истории Мадуры маджапахитского, а также предшествовавших периодов является историческая поэма Нагаракертагама, датируемая 1365 годом. По сведениям автора поэмы, придворного поэта Прапанчи, Ява и Мадура ещё в исторические времена были якобы единым островом, а разъединяющий их Мадурский пролив образовался лишь в 202 году в результате мощного землетрясения. Именно этим в Нагаракертагаме объясняются культурная общность яванцев и мадурцев и их позитивное отношение друг к другу.
В 1466 году, когда Маджапахит уже находился в состоянии тяжёлого кризиса, на западе Мадуры произошло восстание, приведшее к созданию в этой части острова независимого княжества. В последующие десятилетия в восточной части острова также образовались небольшие суверенные княжества, однако именно на западной Мадуре институты государственности сложились наиболее полно, и правители именно этой части острова в дальнейшем играли достаточно заметную роль в региональных политических и военных раскладах.
В начале XVI века мадурские княжества на какое-то время попали в зависимость от султаната Демак, возникшего незадолго до того на северном побережье Явы. Именно к периоду демакского влияния относится начало активного распространения на острове ислама: в соответствии с местными преданиями, массовый переход мадурцев в мусульманство датируется 1528 годом. После прекращения существования Демака в 1548 году Мадура оказалась в вассальных либо, возможно, коалиционных отношениях с городом-государством Сурабая. В 1624 году остров после ожесточённого сражения был захвачен войсками государства Матарам, стремительно укреплявшего в этот период своё положение на Яве. Завоеванию Мадуры матарамский правитель Агунг придавал особое значение в плане обеспечения своего регионального влияния: именно после успеха мадурской экспедиции он принял верховный титул сусухунана, отличавший его от всех сопредельных властителей. При этом, не будучи уверенным в возможности обеспечить повиновение со стороны весьма многочисленного мадурского населения, Агунг распорядился переселить около 40 000 островитян на восточную Яву. После матарамского завоевания западномадурский князь получил статус вассала сусухунана Матарама. При поддержке матарамских властей в этой части острова сложилась устойчивая княжеская династия, которая с 1678 года стала известна как династия Чакранингратов. Периодически власть Чакранингратов распространялась на всю территорию острова.

### Колониальный период

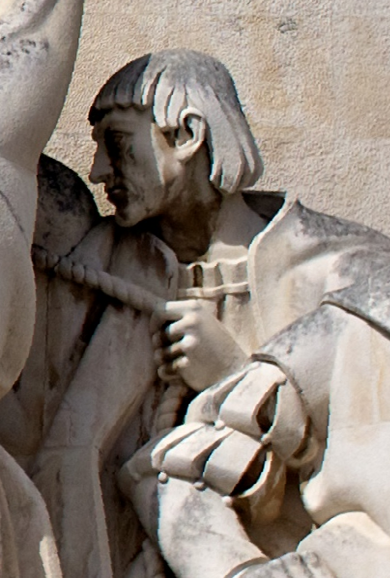
Скульптурное изображение Антониу де Абреу — руководителя первой европейской экспедиции, посетившей берега Мадуры

Мадура оказалась в числе первых территорий, попавших в поле зрения португальцев, которые в начале XVI века первыми из европейцев начали проникновение на пространство Малайского архипелага. В 1512 году к южному берегу острова подходила первая португальская экспедиция во главе с Антониу де Абреу. Весьма подробные сведения о Мадуре привёл в своём основном труде «Сумма Востока от Красного моря до Китая» португальский учёный и дипломат Томе Пиреш, посетивший эту часть нынешней Индонезии годом позже. Мадура описывается им как густонаселённый остров, обитатели которого горячи нравом, горды и самоуверенны, но вполне дружелюбны. Местный правитель — зять одного из яванских князей, по утверждению Пиреша, может мобилизовать пятидесятитысячное войско, причём мадурцы являются храбрейшими воинами, внушающими страх жителям соседней Явы. Сообщается о существовании на острове рабства, о выращивании мадурцами большого количества лошадей, значительных урожаях риса и производстве другого продовольствия, и, в то же время, об отсутствии более ценных товаров. Именно последнее обстоятельство стало причиной того, что португальцы не приступали к колониальному освоению Мадуры: в этот период европейцев на Малайском архипелаге интересовал достаточно ограниченный перечень колониальных товаров, к которому, в первую очередь, относились пряности.
Изначально небогатая Мадура не вызвала большого интереса и у голландцев, которые в начале XVII века вытеснили португальцев из западной части нынешней Индонезии. Однако уже через несколько десятилетий этот остров оказался в эпицентре масштабного междоусобного конфликта в Матараме, в который оказались вовлечены и голландцы. В 1674 году племянник удельного князя Мадуры Трунаджая поднял восстание против матарамского сусухунана. Выступивший под джихадистскими лозунгами Трунаджая, в союз с котором вступила значительная часть матарамской знати, а также правители ряда государственных образований, находившихся за пределами Явы, в короткие сроки захватил бо́льшую часть территории Матарама, включая его столицу. Перед лицом окончательного разгрома сусухунан Аманкурат II обратился за помощью к Нидерландской Ост-Индской компании (НОИК), которая в обмен на существенные территориальные и экономические уступки с его стороны, направила свои войска против Трунаджаи. В 1677 году голландцы, нанеся повстанцам несколько поражений, заняли Мадуру и возвратили её под суверенитет Матарама, а к началу 1680 года полностью подавили восстание.
В 1705 году НОИК, уже аннексировавшая к тому времени у Матарама значительные территории, захватила восточную часть Мадуры. К началу 1740-х годов отношения между Компанией и Матарамом обострились, вспыхнул вооружённый конфликт, который обусловил военно-политический расклад, прямо противоположный тому, что имел место в 1670-е годы: в борьбе против матарамского сусухунана голландцы заключили союз с его западномадурским вассалом — Чакранингратом IV, стремившимся не только обрести независимость от Матарама, но и расширить свои владения за счёт части восточной Явы. Чакранинграт IV сумел нанести серьёзные удары силам сусухунана на Яве, которые во многом предопределили поражение последних, однако в итоге не принесли ему самому никакого выигрыша. В 1743 году голландцы, склонив сусухунана Пакубувоно II к капитуляции, заставили его уступить им значительную часть матарамских территорий, включая западную Мадуру. Таким образом, в 1743 году весь остров оказался под властью Нидерландской Ост-Индской компании.
Изначально голландцы были готовы выделить оказавшийся в их распоряжении запад Мадуры под власть своего союзника Чакранинграта IV, однако тот настаивал на передаче ему также и восточной части Явы. После неудачных переговоров с Компанией Чакранинграт IV повернул оружие против своих бывших союзников, вторгнувшись в 1744 году на управлявшуюся ими восточную часть Мадуры. Однако этот конфликт оказался недолгим: уже в следующем году Чакранинграт IV потерпел поражение и был сослан в Южную Африку, а возведенный голландцами на западномадурский престол его сын Чакранинграт V признал себя вассалом Компании, которая, таким образом, официально закрепила свой контроль над всем островом.
Не располагая в тот период значительными людскими ресурсами и не усматривая в Мадуре с её неплодородными почвами и отсутствием каких-то ценных товаров существенной экономической ценности, голландцы далеко не сразу приступили к активному освоению острова. Династия Чакранингратов сохранила достаточно высокую степень независимости в пределах своих владений, лишь её внешние связи достаточно жёстко контролировались Нидерландской Ост-Индской компанией. Последняя собирала на Мадуре оброк, часть которого выплачивалась деньгами, часть — такими товарами, как хлопок и кокосовое масло. Кроме того, местных жителей принуждали к переселению в другие районы Нидерландской Ост-Индии для работы на плантациях.

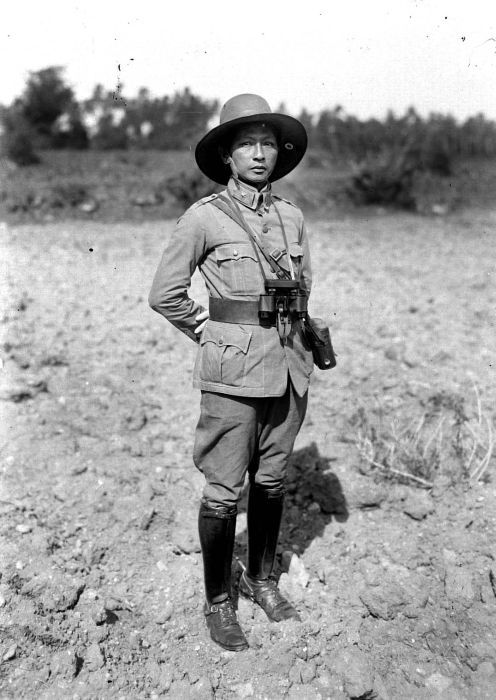
Мадурец — офицер корпуса «Барисан Мадура». Начало XX века

В самом конце XVIII столетия зависимость от Компании сменилась аналогичными отношениями непосредственно с властями Нидерландов: после длительного кризиса эта масштабная коммерческая структура была передана в государственное управление, а в 1799 году официально прекратила своё существование. Сам этот факт не подразумевал каких-то перемен в системе колониального управления: администрация Нидерландской Ост-Индии во главе с генерал-губернаторам, перейдя в прямое подчинение нидерландскому правительству, структурно осталась прежней. В то же время, с учётом подчинения в этот период Нидерландов наполеоновской Францией, очередной генерал-губернатор, Херман Виллем Данделс, прибывший на Яву в 1808 году, получил своё назначение от Людовика I Бонапарта. Данделс, стремясь заручиться лояльностью местных феодальных правителей в условиях угрозы британского вторжения в Нидерландскую Ост-Индию, пожаловал западномадурскому князю титул султана. Титул султана был сохранён за Чакранингратами и после британской оккупации колонии в 1811 году, однако финансовое положение правящей семьи было серьёзно подорвано за счёт введения британцами монополии на торговлю солью — важнейшим товаром, производившимся на острове и ранее приносившим немалый доход в казну Чакранингратов.
После восстановления нидерландского контроля над колонией последовала административная реформа, в рамках которой три княжества Мадуры были объединены в один округ во главе c нидерландским колониальным чиновником — резидентом. Это сопровождалось ограничением полномочий местных правителей. В 1828 году административный статус острова был понижен — он был включен в состав восточнояванского резидентства со столицей в Сурабае.
В 1831 году голландцы создали на острове корпус «Барисан Мадура» (нидерл. Barisan Madoera) — военизированное формирование, ставшее вспомогательным подразделением Королевской нидерландской ост-индской армии. На бойцов корпуса возлагались задачи охраны порядка на острове. Его рядовой и сержантский состав набирался из местных жителей — преимущественно юношей из аристократических семей, на старшие офицерские должности назначались нидерландские военные, а младший офицерский состав комплектовался на смешанной основе.

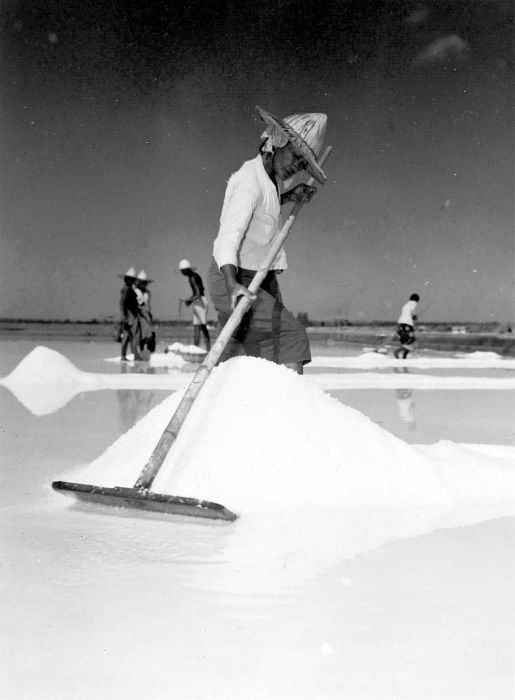
Добыча соли на Мадуре в колониальные времена

В начале 1870-х годов добыча соли на острове приобрела весьма большие масштабы — остров стал главным её источником для всей Нидерландской Ост-Индии. Это значительно повысило экономическую ценность Мадуры для голландцев, которые сохранили за собой монополию на торговлю этим продуктом в колонии, введённую ещё в период британской оккупации.
В 1885 году в результате очередной реформы административно-территориального устройства Нидерландской Ост-Индии статус трёх существовавших к тому моменту мадурских княжеств — Банкалана, Памекасана и Суменепа — был кардинально понижен: они были уравнены с округа́ми, территориальными единицами второго уровня в составе сурабайского резидентства, а их правители были назначены руководителями соответствующих округов. В 1925 году эти округа были включены в состав новообразованной провинции Восточная Ява.
После начала военных действий на Тихоокеанском театре Второй Мировой войны голландцы уделяли значительное внимание обороне Мадуры, прикрывавшей главный военный порт колонии — Сурабаю. На острове были размещены три батальона из состава третьей пехотной дивизии КНИЛ. Была увеличен штатный состав корпуса «Барисан Мадура», на острове возводились различные фортификационные сооружения. Однако после успешной высадки японцев на Яве в конце февраля 1942 года оборона Мадуры потеряла смысл. 7 марта, накануне капитуляции администрации Нидерландской Ост-Индии, сюда были эвакуированы остатки войск из Сурабаи, к которой в это время подходили японские войска. 12 марта японцы высадились на Мадуре и без какого-либо сопротивления со стороны частей КНИЛ и «Барисана» в течение нескольких дней установили контроль над ней. Остров, как и соседняя Ява, был отнесен к зоне оккупации 16-й армии сухопутных войск Японской Империи.
В период японской оккупации руководители трёх мадурских округов сохранили свои позиции. Значительное количество местных жителей были мобилизованы на принудительные работы: местные ромуся эксплуатировались как непосредственно на острове, так и далеко за его пределами. Кроме того, на острове было сформировано два батальона ПЕТА — ополчения, комплектовавшегося японской администрацией из жителей завоёванной Нидерландской Ост-Индии. К концу японской оккупации в августе 1945 года на острове существовало несколько общественно-политических группировок, выступавших за независимость Индонезии.

### В составе независимой Индонезии
После провозглашения независимости Индонезии 17 августа 1945 года Мадура была включена в состав Республики в статусе одного из округов провинции Восточная Ява. Индонезийский суверенитет над островом впоследствии был подтверждён индонезийско-нидерландским Лингаджатским соглашением, подписанным в ноябре 1946 года. Однако после возобновления в июле 1947 года боевых действий голландцы восстановили контроль над островом: в августе того же года их войска оккупировали его западную часть, в октябре — восточную.

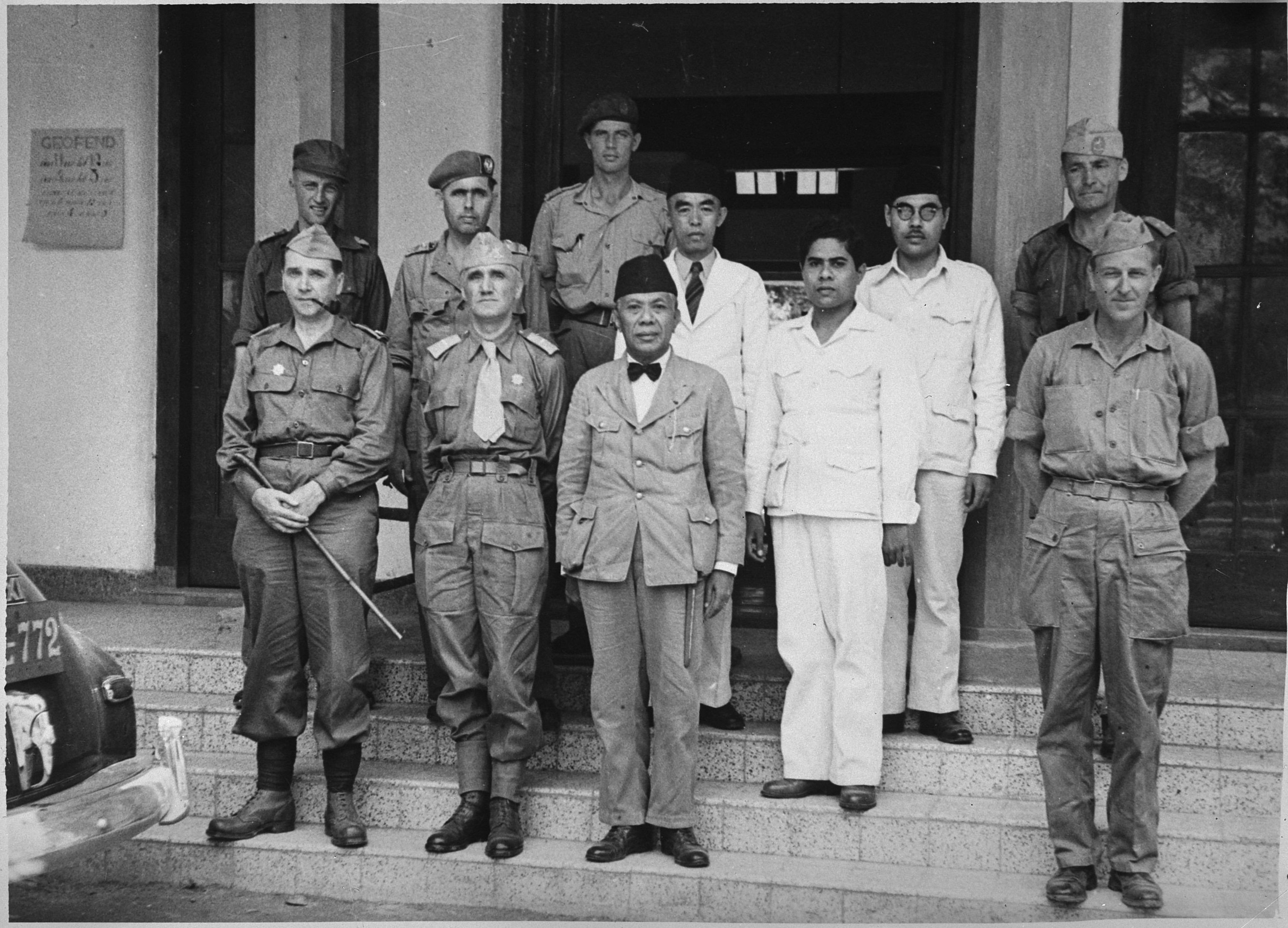
Р. А. Т. Чакранинграт, будущий президент Государства Мадура, в окружении старших офицеров нидерландских оккупационных сил. Декабрь 1947 года

В январе 1948 года под контролем нидерландской администрации на Мадуре был проведён плебисцит по вопросу о статусе острова, в ходе которого более 90 % проголосовавших (явка составила 72 % от имеющих право голоса) поддержали отделение острова от Республики Индонезии и провозглашение его суверенным государством. В феврале правовое оформление этого решения было завершено и новообразованное Государство Мадура получило официальное признание со стороны правительства Нидерландов. Президентом государства по итогам того же плебисцита был избран руководитель округа Банкалан раден Арио Туменгунг Чакранинграт (индон. Raden Ario Tumenggung Tjakraningrat), потомок султанской династии Чакранингратов. В ноябре 1949 года Государство Мадура вошло в состав Соединённых Штатов Индонезии, созданных по итогам Конференции круглого стола.
Несмотря на итоги плебисцита, среди жителей острова сохранялись достаточно сильные настроения в пользу единства с Республикой Индонезией. В адрес голландцев звучали обвинения в давлении на избирателей и даже в фальсификации результатов голосования. В начале 1950 года группа мадурских общественных деятелей обратилась к индонезийскому губернатору Восточной Явы с прошением о включении острова в состав провинции. Эта инициатива не встретила какого-то противодействия со стороны президента Государства Мадура Чакранинграта и после согласования соответствующего решения с властями Республики остров в марте 1950 года остров был официально возвращён в состав последней.
Мадура была вновь включена в состав провинции Восточная Ява. С учётом густонаселённости острова и недостатка на нём сельскохозяйственных земель власти независимой Индонезии продолжили начатую ещё в колониальный период практику переселения мадурцев в другие регионы страны — главным образом в провинции Западный Калимантан и Центральный Калимантан — в рамках соответствующих трансмиграционных программ. В результате к концу XX века более 400 тысяч выходцев с острова проживало на индонезийских территориях Калимантана и не менее 150 тысяч — в других районах Индонезии, не считая прилегающих к Мадуре местностей Восточной Явы, куда мадурцы начали переселяться столетия назад и где составляют весьма значительную долю населения.
Если на Яве и в ряде других районах страны мадурцы, как правило, благополучно уживаются с местным населением, то в калимантанских провинциях этнокультурные и религиозные различия между мадурцами и тамошними даяками, большинство которых исповедует христианство либо анимизм, вкупе с частыми бытовыми конфликтами и имущественными спорами на рубеже XX и XXI веков вылились в серию масштабных вооружённых столкновений, унёсших, по разным оценкам, от нескольких сотен до нескольких тысяч жизней. Значительная часть калимантанских мадурцев были вынуждены перебраться либо обратно на Мадуру, либо на Яву. К середине 2000-х годов обстановка в районах проживания мадурцев на Калимантане в целом стабилизировалась, что дало возможность для возвращения на этот остров некоторой части мадурских беженцев.

## Административное устройство
Остров Мадура административно входит в состав индонезийской провинции Восточная Ява. Его территория подразделяется на четыре округа: Банкалан, Сампанг, Памекасан и Суменеп, административными центрами которых являются одноименные населённые пункты. В составе округов 72 района, в составе которых, в свою очередь, 988 административных единиц низшего уровня — деревень и поселений. Следует иметь в виду, что помимо собственно мадурской территории округа включают также территорию 97 близлежащих небольших островов, поэтому их суммарная площадь, как и количество входящих в них административных единиц низшего уровня, заметно превышает собственно мадурские. Из 97 указанных небольших островов абсолютное большинство — 93 — входят в состав округа Суменеп, 2 — в состав округа Памекасан и по одному — в состав округов Банкалан и Сампанг.
| Название округа | Площадь (км²) | Количество районов | Количество деревень/поселений |
| --------------- | ------------- | ------------------ | ----------------------------- |
| Банкалан        | 1001          | 18                 | 281                           |
| Сампанг         | 1233          | 14                 | 186                           |
| Памекасан       | 792           | 13                 | 189                           |
| Суменеп         | 1999          | 27                 | 332                           |
| Итого           | 5025          | 72                 | 988                           |

Административная карта острова Мадура

С конца 1990-х годов по мере развития в Индонезии тенденции к децентрализации государственной власти и разукрупнению административно-территориального деления страны, выразившейся в том числе в создании нескольких новых провинций, на Мадуре стала набирать популярность идея выделения острова в отдельную провинцию. Её сторонники аргументируют свою позицию достаточно многочисленным населением и существенной территорией острова — превосходящими соответствующие показатели некоторых существующих провинций Индонезии, а также наличием на острове значительных природных ресурсов. В октябре 2016 года в поддержку данной инициативы выступили главы всех четырёх округов Мадуры. По состоянию на начало 2018 года кампания в пользу повышения административного статуса острова проходит в рамках корректной общественно-политической дискуссии и не выливается в какие-либо массовые акции.

## Население

### Численность и расселение
Точный подсчёт жителей Мадуры весьма проблематичен, поскольку профильные государственные структуры Индонезии проводят учёт населения не собственно острова, а четырёх мадурских округов, которые, помимо территории самой Мадуры, включают территорию десятков близлежащих небольших островов. По данным Министерства внутренних дел страны, численность населения «административной» Мадуры на 2017 год составила 4 154 123 человека. С учётом относительно небольшого населения близлежащих островков количество жителей собственно Мадуры может составлять чуть менее 4 млн человек.
| Название округа | Население | Плотность (чел./км²) |
| --------------- | --------- | -------------------- |
| Банкалан        | 1 154 827 | 1153                 |
| Сампанг         | 1 008 799 | 818                  |
| Памекасан       | 851 215   | 1074                 |
| Суменеп         | 1 139 282 | 570                  |
| Итого           | 4 154 123 | 827                  |

Остров относится к числу наиболее густонаселённых районов Индонезии. Средняя плотность населения «административной» Мадуры составляет 827 человек на км², что более чем в 6 раз превышает общенациональный показатель. Наиболее густонаселённой традиционно является западная оконечность острова и в целом округ Банкалан, наименее населённой — восточная оконечность и в целом округ Суменеп.

### Этноконфессиональный состав и языки

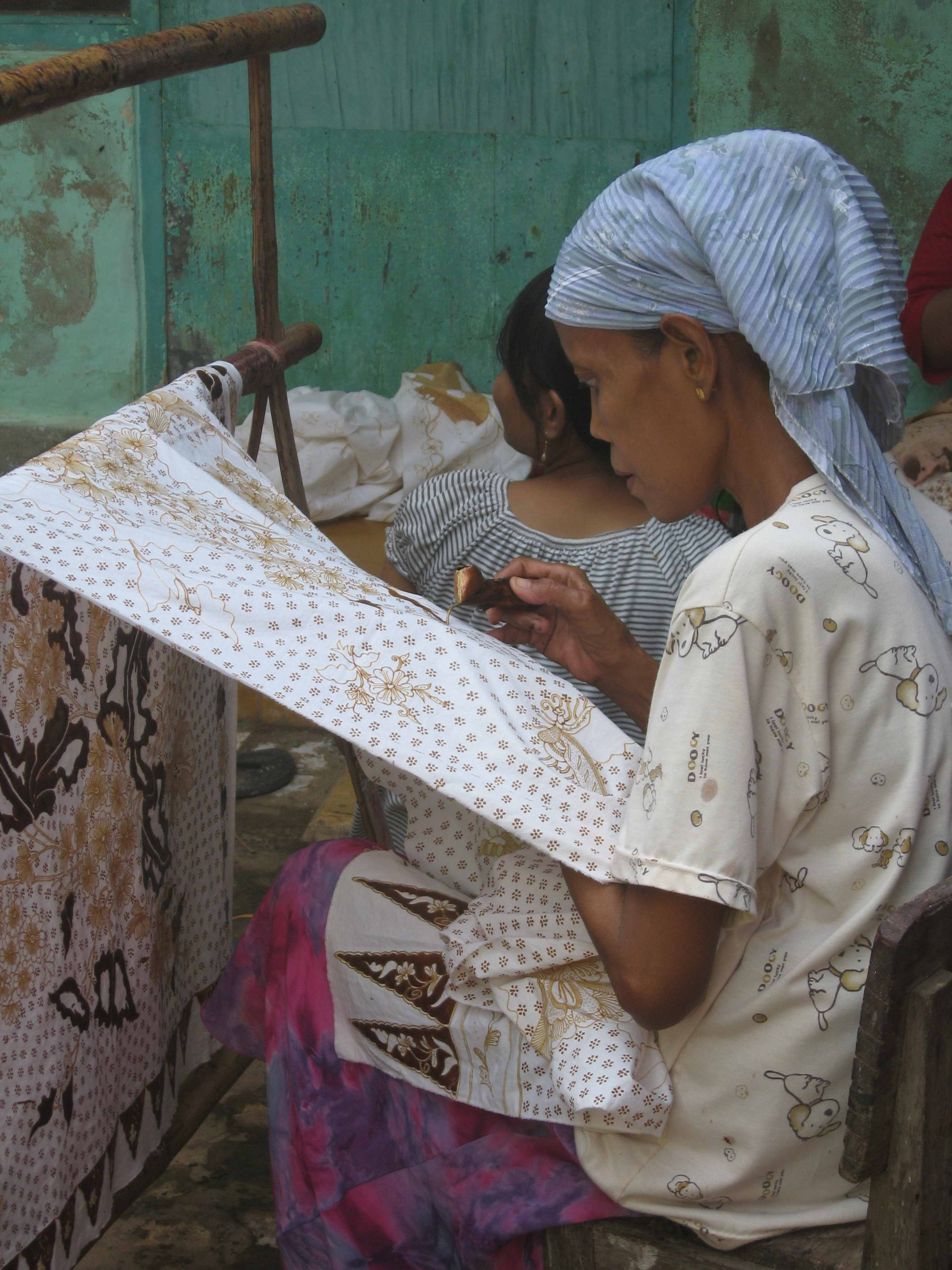
Мадурка в традиционной одежде за выделкой батика

Более 90 % мадурского населения составляют коренные жители — мадурцы. На острове также проживают этнические яванцы и представители некоторых других коренных народностей Индонезии, а также незначительное количество лиц китайского и арабского происхождения.
Абсолютное большинство островитян исповедует ислам суннитского толка. Мадурцы, в отличие от значительной части своих индонезийских единоверцев, пользуются репутацией весьма ревностных приверженцев ислама. Существенную роль в их общественной и духовной жизни играют мусульманские богословы и традиционные религиозные школы — песантре́ны.
Имеется весьма небольшое количество христиан (как протестантов, так и католиков), буддистов и индуистов, причем к этим вероисповеданиям принадлежат в основном некоренные жители острова, тогда как среди собственно мадурцев количество немусульман не превышает 0,3 %.
Большинство жителей острова свободно владеет государственным языком страны — индонезийским, однако в повседневной жизни широко используется мадурский язык. В рамках последнего выделяется несколько диалектов. На начало XXI века наиболее утвердившимся среди специалистов является мнение о шести диалектах мадурского языка, четыре из которых используются непосредственно на острове и два — на близлежащих небольших островках. Несмотря на то, что наиболее развитым в лексическом плане считается суменепский диалект, и он же лежит в основе литературного мадурского языка, он наиболее обособлен в лексическом плане и в наименьшей степени используется за пределами своего изначального ареала. В качестве лингва-франка между мадурцами из различных местностей иногда используется банкаланский диалект.

## Экономика

### Сельское хозяйство и рыболовство

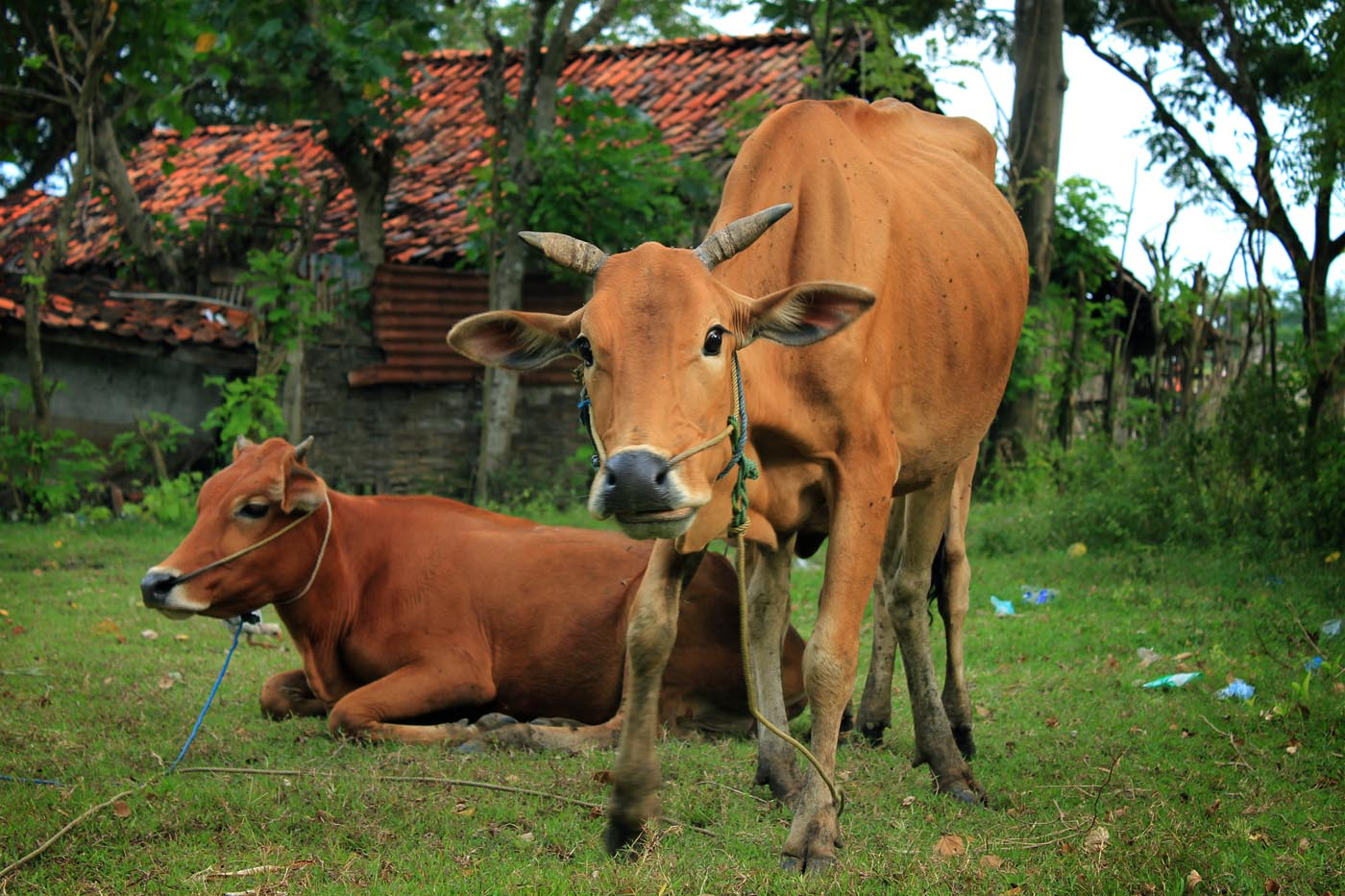
Мадурский скот

Мадура всегда была одним из беднейших регионов Восточной Явы в силу невысокой плодородности местных почв, затрудняющей развитие земледелия. Традиционное для большей части Индонезии рисоводство на острове распространено не очень значительно. Основными сельскохозяйственными культурами здесь являются кукуруза, табак, маниок и гвоздика, которые выращиваются преимущественно для внутреннего потребления.
Ключевой отраслью мадурского сельского хозяйства в течение многих веков является скотоводство, в частности, разведение крупного рогатого скота. В середине первого тысячелетия нашей эры на основе гибридизации местных бантенгов и завезённых из Шри-Ланки зебу на Мадуре была выведена особая порода скота, которая и стала основой местного животноводства. Её поголовье по состоянию на начало XXI века составляет не менее 900 тыс. годов. Представители этой породы имеют средний размер (вес взрослого быка порядка 360 кг, самки — 210 кг) и равномерную окраску различных оттенков коричневого цвета. Они разводятся преимущественно в качестве тяглового и мясного скота, удои молока не очень велики. Качества мадурской породы скота получили достаточно широкое признание на международном уровне: её представителей используют для выведения новых пород скота в США и Австралии.
Кроме того, на острове выращиваются лошади, пользующиеся значительным спросом во многих регионах Индонезии, а также козы, и различная птица, в том числе бойцовые породы кур. Значительное развитие получило рыбоводство: в искусственных пресноводных водоёмах разводятся гурами, мозамбикская тиляпия и другие виды рыб, а также креветки.
Традиционно большую роль играет рыболовство. Основными объектами промысла являются различные виды родов макрели, малые тунцы, сигарные ставриды, а также полосатый тунец, большеголовая и сборчаточешуйчатая сардинеллы, желтополосый селар, латес. Кроме того, добываются различные виды кальмаров, креветок, крабов и трепангов. Объём годового улова составляет более 100 тонн. Около двух третей улова традиционно приходится на акваторию Мадурского пролива, омывающего южное и западное побережья острова. Однако с конца XX века стремительное оскудение рыбных ресурсов пролива заставляет мадурских рыбаков расширять районы промысла на более удалённые акватории.

### Промышленность
Обрабатывающая промышленность представлена в основном отраслями, развившими на основе традиционных местных ремёсел: выделки кож, гончарного производства, изготовления батика, а также судостроением — на острове изготовляется значительное количество лодок и небольших судов для нужд местного рыболовства. Наиболее крупные и современные предприятия расположены главным образом на западной оконечности острова, в частности, в Банкалане.
Исторически наиболее значимым товаром, вывозимым в больших объёмах за пределы острова, является поваренная соль, добыча которой здесь была начата ещё в доколониальные времена. В 2015 году объём добычи соли на острове достиг 914,4 тыс. тонн, что составило более 60 % от общенационального объёма производства этого продукта. Традиционно наибольшие объёмы добычи соли приходятся на Сампанг — так, в 2015 году там было добыто больше соли (466 тонн), чем в трёх других мадурских округах, вместе взятых.
В последней трети XX века на Мадуре была налажена масштабная добыча разведанных здесь нерудных полезных ископаемых: известняков, доломитов, фосфатов, кварца, гипса, каолина. В 1980-х годах на южном шельфе Мадуры и, в значительно меньшей степени, в прибрежных районах острова была начата разработка богатых нефтегазовых месторождений. По состоянию на 2017 год соответствующие работы ведутся в рамках двух международных проектов: «Сампанг» и «Мадура офшор». В рамках первого консорциумом в составе двух австралийских компаний — Santos Limited (оператор проекта, получает по соглашению 45 % прибыли) и Cue Sampang Pty Ltd (15 % прибыли), а также Singapore Petroleum Company (40 % прибыли) разрабатываются месторождения Вортел и Ойонг, расположенные у центральной части южного побережья Мадуры. В рамках второго консорциумом в составе той же Santos Limited (оператор проекта, 67,5 % прибыли) и двумя индонезийскими компаниями — Petronas Carigali Ltd (22,5 % прибыли) и PT Petrogas Pantai Madura (10 % прибыли) разрабатываются месторождения Пелуанг и Малео, расположенные у юго-восточного побережья острова.

### Дорожно-транспортная инфраструктура
Мадура значительно уступает другим районам Восточной Явы в плане развития дорожно-транспортной инфраструктуры. В период нидерландского колониального владычества здесь было построено несколько железнодорожных веток общей протяжённостью около 150 км. Однако в эпоху независимости они частью пришли в негодность, частью были признаны нерентабельными — последняя железнодорожная ветка на Мадуре была официально закрыта в 1987 году.
Протяжённость автомобильных дорог национального значения составляет 180 км. Состояние 155 км из них признано удовлетворительным, остальные 25 км находятся под ремонтом или же требуют такового.
По замыслу индонезийского правительства, ускорению экономического и инфраструктурного развития Мадуры должно способствовать сооружение моста Сурамаду, соединившего в июне 2009 года остров с Явой. Ещё до завершения строительства Сурамаду, в мае 2008 года, по указу президента Индонезии был учреждён специальный административный орган — Совет по развитию сурабайско-мадурского района (индон. Badan Pengembangan Wilayah Surabaya-Madura), основными задачами которого стали обеспечение оптимальной стыковки транспортных, коммуникационных и логистических систем территорий, примыкающих к мосту, и координация их последующей эксплуатации.
Вантовый мост Сурамаду, имеющий протяжённость 5438 метров, был введён в эксплуатацию в июне 2010 года. Максимальная высота свода моста над поверхностью воды — 35 метров, ширина полотна — около 30 метров. По мосту осуществляется двустороннее автомобильное движение — по четыре основные полосы в каждую сторону, а также две отдельные полосы для двухколёсного транспорта и две для автомобилей экстренных служб.

## Культура
В культурном плане коренные жители острова достаточно близки восточным яванцам. Несмотря на то, что абсолютное большинство мадурцев весьма строго следует исламским догматам, в их духовной жизни сохраняются заметные пережитки норм адата и традиционных верований, идентичные яванским либо сходные с таковыми. Одним из наиболее наглядных проявлений этого является обычай проведения общинных церемониальных застолий — сламетанов, поводом для которых служат различные важные события: завершение сбора урожая, свадьба, поминки, рождение детей, выздоровление от болезни. Подобные сборища призваны умилостивить силы природы и послать определённые сигналы душам предков.
Мадурцы имеют сходные с яванскими формы устного народного творчества, музыки (в частности, на острове весьма популярен гамелан), танцев, театра теней ваянг. В то же время, местный национальный костюм весьма специфичен, особенно у мужчин — совершенно чёрный длиннополый кафтан с широким поясом, под который чаще всего поддевается рубаха в широкую красно-белую полосу и клетчатый саронг, типичный и для других народов Индонезии. Женский наряд — тёмно-синяя или пёстрая кофта в сочетании с саронгом.
В культуре мадурцев особое место занимает местная порода крупного рогатого скота, которая с давних времён обеспечивает основу местного хозяйства. Уникальной традицией островитян уже много столетий являются гонки на быках, в ходе которых животных попарно запрягают в лёгкие бесколёсные повозки-волокуши. Эти состязания являются своего рода «визитной карточкой» Мадуры, её главной туристической достопримечательностью. Заезды проходят ежегодно в августе-октябре в различных населённых пунктах, после чего их победители соревнуются в финальном туре. К концу 1980-х годов популярность бычьих гонок выросла настолько, что победителю памекасанских соревнований стал вручаться переходящий приз от имени президента Индонезии, а сцена из гонок изображалась на реверсе монеты достоинством 100 индонезийских рупий, выпускавшейся в 1991—1998 годах.

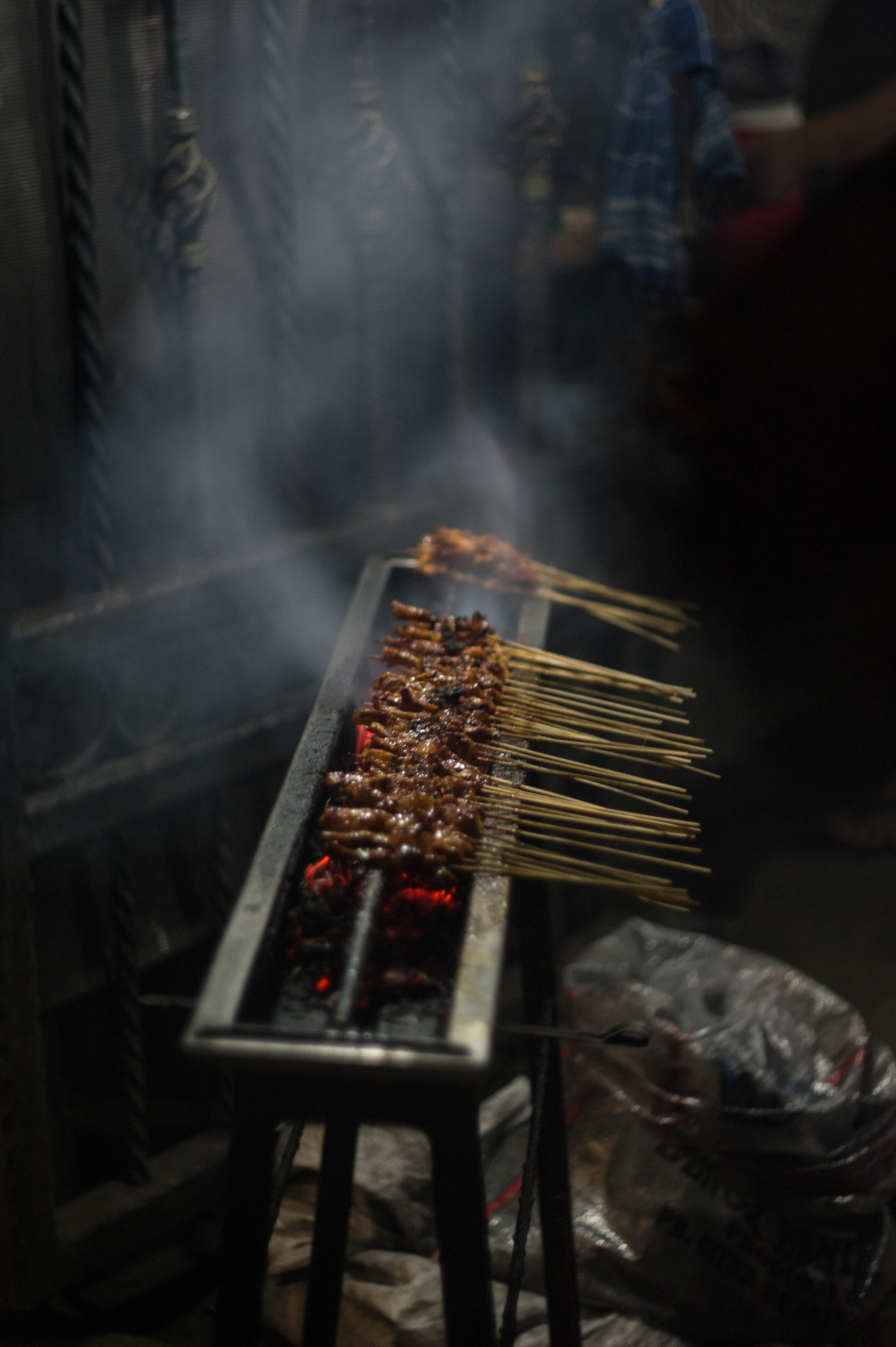
Сате по-мадурски

Среди коров же проводятся конкурсы красоты — сапи-сонок, которые также проходят в несколько последовательных этапов: на деревенском, районном, окружном и общемадурском уровнях. Животных долго и тщательно готовят к смотрам, на которых они выступают в парных упряжках, обвешанные украшениями под аккомпанемент оркестра. Несмотря на относительно недавнюю историю — с 1960-х годов — обычай сапи-сонок уже получил широкую известность за пределами Мадуры и привлекает немалое число индонезийских и зарубежных туристов.
Особой чертой островитян, отличающей их от жителей других районов Индонезии, является чарок — традиция убийства в качестве мести за оскорбление или решения бытового конфликта, которая, несмотря на противодействие властей, сохранилась до XXI века. Поводом для чарока иногда может стать вполне незначительная по обычным меркам обида, например, недостаточно вежливое обращение в общественном месте. Орудием мщения практически всегда становится челурит — традиционный местный серп, который является наиболее распространённым крестьянским орудием среди островитян. В каждом из четырёх округов острова ежегодно происходит несколько десятков случаев подобных убийств или покушений на убийство.
Кухня мадурцев достаточно заметно отличается от яванской и пользуется значительной популярностью за пределами острова. Для неё характерна бо́льшая роль мяса, нежели в яванской кухне: из говядины или баранины готовятся, в частности, миниатюрные шашлычки сате в особом сладковатом маринаде и густые острые супы. Кроме того, для мадурских кулинарных традиций характерно активное использование кукурузы и в целом бо́льшая солёность блюд в сравнении с другими региональными кухнями Индонезии.